# Melanoloma longipennis
Melanoloma longipennis är en tvåvingeart som beskrevs av Friedrich Georg Hendel 1911. Melanoloma longipennis ingår i släktet Melanoloma och familjen Richardiidae.
Artens utbredningsområde är Venezuela. Inga underarter finns listade i Catalogue of Life.